# Exekutiva funktioner

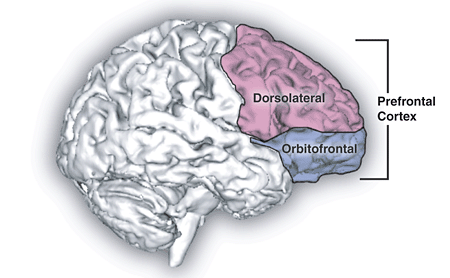
Den prefrontala hjärnbarken (kortex) anses vara huvudkällan till människans exekutiva funktioner.

Exekutiva funktioner, exekutiva systemet eller centrala exekutiven är ett teoretiskt system som sägs kontrollera och reglera lägre kognitiva processer, som har lokaliserats till prefrontalcortex i frontalloben. Begreppet centrala exekutiven myntades av Alan Baddeley  i mitten av 1980-talet och har sedan dess blivit en av psykologins mest studerade områden. 

## Definition
Några viktiga exekutiva funktioner enligt Lundin och Möller är:
- förmågan till att ta initiativ
- tidsuppfattning, förstå sambandet mellan orsak och verkan
- förmågan att planera och organisera
- förmågan att övervaka sina handlingar, en funktion där handlingar ses hur de görs och om det sättet fungerar, denna funktion hjälper till med självkorrigering
- förmågan att värdera egna handlingar
- skapandet av struktur i vardagen
- förmågan att motivera sig själv till handlingar
- kunna skjuta upp behovstillfredsställelse
- förmågan till att inhibera automatiskt agerande
- förmågan att fokusera uppmärksamhet, här krävs att ovidkommande saker kan blockeras (inhibition)
- förmågan att hålla kvar uppmärksamheten både med och utan distraktioner, denna förmåga är begränsad till minuter
- förmågan att fördela uppmärksamheten. [3]

Miyake och kollegor har föreslagit en uppdelning av den centrala exekutiven i tre stycken delfunktioner: shifting, inhibition och monitoring. Shifting är när man byter fokuseringsområde som när man gör flera saker samtidigt. Inhibition är förmåga att inhibera oönskad information, och det mest kända exemplet är Strooptestet, där försökspersonerna skall läsa en rad färgord som står skrivet i en annan färg, till exempel ordet "svart" skrivet i röd text. Monitoring, även kallat updating, är när man skall uppdatera information som finns i minnet. Ett exempel på test för monitoring är 2-Back , där man ska svara om ett givet stimulus är samma stimulus som gavs 2 föremål tillbaka.
I en litteraturgenomgång av Peter Anderson föreslås en uppdelning av de exekutiva funktionerna i fyra domäner. Dessa domäner, som påvisats genom faktoranalyser, beskrivs som distinkta men ömsesidigt influerade av varandra. De fyra domänerna definieras som följande:
- Uppmärksamhetsreglering: Förmågan att selektivt ta in yttre stimuli, hämma automatiska responser samt att bibehålla fokus under en längre period. Denna domän innefattar också förmågan att bevaka och reglera sina handlingar på ett sådant sätt att dessa utförs i enlighet med individens planer och mål.
- Kognitiv flexibilitet: Förmågan att ändra sina responser, lära sig av misstag samt hantera flera stimuli samtidigt. Om uppmärksamhetsreglering kan ses som förmågan att bibehålla fokus, kan kognitiv flexibilitet ses som  förmågan att reglera detta fokus. Anderson inkluderar även arbetsminnet i denna domän.
- Målsättande: Förmågan att skapa nya mål, ta initiativ mot dessa mål samt att på ett funktionellt sätt skapa planer och strategier för att uppnå dessa mål.
- Informationshantering: Förmågan att bearbeta insamlade stimuli och snabbt producera en funktionell respons. Denna domän anses reflektera styrkan och effektiviteten av neurala kopplingar i frontalloben, och operationaliseras som hastigheten, kvantiteten och kvaliteten av output från individen.

## Utveckling av exekutiva funktioner
De exekutiva funktionerna, precis som resten av människans förmågor, är inte färdigutvecklade vid födseln. Under individens uppväxt stärks och diversifieras de exekutiva förmågorna. Brydges, Fox, Reid och Anderson har till och med funnit att de exekutiva funktionerna och interaktionen mellan dem ändras med tiden. I deras studie kunde en generell exekutiv förmåga urskiljas genom faktoranalys på barn i 8-årsåldern. Efter två år resulterade en ny faktoranalys i två distinkta exekutiva förmågor. Dessa var alltså tillräckligt oberoende av varandra vid 10 års ålder för att inte längre utgöra en gemensam förmåga. Detta tyder på att de exekutiva funktionerna börjar som en generell förmåga för det centrala nervsystemet att reglera och styra sig självt, men att den med åren separeras till den myriad av konstrukt som andra forskare påvisat.

## Mätning av exekutiva funktioner
Grovt uppdelat finns det två typer av metoder för att mäta exekutiva funktioner: direkt och indirekt. Direkta metoder syftar oftast till prestationsmätningar inom olika uppgifter som anses utnyttja de exekutiva funktionerna. Indirekta metoder syftar istället till exempelvis skattningsformulär och observationer i vardagssituationer. Skattningsformulär kan administreras till individen eller någon annan närstående som har insyn i dennes vardagliga funktion. Det kan argumenteras för att det i dagsläget inte finns några metoder som kan klassas som "direkta", eftersom även prestationsbaserade mätningar fortfarande kräver en operationalisering till konkreta uppgifter. Det finns ett stort utbud av skalor och metoder för att mäta exekutiva funktioner. Ett axplock av metoder som finns tillgängliga listas nedan:

### Direkta metoder
- Continuous Performance Task
- Strooptestet
- Delis–Kaplan Executive Function System (D-KEFS)
- Wisconsin Card Sorting Test
- Delar av Developmental NEuroPSYchological Assessment (NEPSY)
- Delar av Wechsler Preschool and Primary Scale of Intelligence (WPPSI), Wechsler Intelligence Scale for Children (WISC) och Wechsler Adult Intelligence Scale (WAIS)

### Indirekta metoder
- Behavior Rating Inventory of Executive Function (BRIEF)
- Delar ur Conners' Rating Scales
- Strukturerade, semi-strukturerade eller icke-strukturerade intervjuer.

Att mäta exekutiva funktioner medför ett antal svårigheter både vad gäller validitet och reliabilitet. Validiteten skadas bland annat av det faktum att kliniska tester utförs i sterila, väl kontrollerade miljöer - något som skiljer sig från den vardag som en individ utnyttjar sina exekutiva funktioner i. Neuropsykologiska test såsom Continuous Performance Task och Strooptestet lider av en bristande förmåga att förutsäga problem i individens vardag och att identifiera eventuella neuropsykiatriska diagnoser. För att kompensera för detta kan man använda mer ekologiskt valida skalor såsom BRIEF.

## Exekutiva funktioner och autismspektrumtillstånd
Patienter diagnostiserade med autismspektrumtillstånd (AST) uppvisar ofta nedsättningar inom en eller flera exekutiva funktioner. Detta kan exempelvis ta sig uttryck i svårigheter med att reglera sina känslomässiga reaktioner, skifta fokus mellan yttre stimuli eller se situationer från nya perspektiv.[källa behövs] Fastän dessa nedsättningar länge förknippats med AST har moderna studier inte lyckats visa på gemensamma brister hos patienter med diagnosen. Olika studier har angett olika exekutiva brister i patientgrupper. Det verkar snarare som att brister i de exekutiva funktionerna inte kan förklara uppkomsten av AST, och ej heller användas som ett symtom för AST. Istället är det troligt att brister i exekutiva funktioner uppkommer sekundärt hos patienter med AST, och att dessa specifika brister kan användas för att differentiera mellan olika typer av diagnosen.